# Long Day's Flight
Long Day's Flight è un album raccolta degli The Electric Prunes, pubblicato dalla Edsel Records nel 1986. Il disco raccoglie brani (alcuni inediti, in seguito pubblicati su CD come bonus) tratti dai primi due album.

## Tracce
Lato A
1. Ain't It Hard – 2:14 (Roger Tillison, Terrye Tillison) – Brano inedito
2. Little Olive – 2:40 (James Lowe) – Brano inedito
3. I Had Too Much to Dream (Last Night) – 2:55 (Annette Tucker, Nancy Mantz) – Tratto dal primo album I Had Too Much to Dream (Last Night) (1967)
4. Luvin' – 2:03 (Mark Tulin, James Lowe) – Tratto dal primo album I Had Too Much to Dream (Last Night) (1967)
5. Get Me to the World on Time – 2:30 (Annette Tucker, Jill Jones) – Tratto dal primo album I Had Too Much to Dream (Last Night) (1967)
6. Are You Lovin' Me More (But Enjoying It Less) – 2:21 (Annette Tucker, Nancy Mantz) – Tratto dal primo album I Had Too Much to Dream (Last Night) (1967)
7. Bangles – 2:57 (John Richard Walsh) – Tratto dal primo album I Had Too Much to Dream (Last Night) (1967)
8. Train for Tomorrow – 3:00 (Weasel Spagnola, Ken Williams, Mark Tulin, Preston Ritter, James Lowe) – Tratto dal primo album I Had Too Much to Dream (Last Night) (1967)
9. Sold to the Highest Bidder – 2:16 (Annette Tucker, Nancy Mantz) – Tratto dal primo album I Had Too Much to Dream (Last Night) (1967)

Lato B
1. Try Me on for Size – 2:19 (Annette Tucker, Jill Jones) – Tratto dal primo album I Had Too Much to Dream (Last Night) (1967)
2. Dr. Do-Good – 2:27 (Annette Tucker, Nancy Mantz) – Tratto dal secondo album Underground (1967)
3. Hideaway – 2:37 (Mark Tulin, James Lowe) – Tratto dal secondo album Underground (1967)
4. The Great Banana Hoax – 3:05 (Mark Tulin, James Lowe) – Tratto dal secondo album Underground (1967)
5. Children of Rain – 2:30 (Goodie Williams, Ken Williams) – Tratto dal secondo album Underground (1967)
6. Antique Doll – 3:10 (Annette Tucker, Nancy Mantz) – Tratto dal secondo album Underground (1967)
7. I Happen to Love You – 3:12 (Gerry Goffin, Carole King) – Tratto dal secondo album Underground (1967)
8. Long Day's Flight (Til' Tomorrow) – 3:09 (Don Yorty, Quint Weakley) – Tratto dal secondo album Underground (1967)
9. You Never Had It Better – 2:07 (Schwartz, Snagster, Steve Poncher) – Brano inedito

## Musicisti
Brani A1, A2, A3, A4, A5, A6, A7, A8, A9 e B1
- James Lowe - voce, chitarra ritmica, tamburello, autoharp
- James Weasel Spagnola - voce, chitarra ritmica
- Ken Williams - chitarra solista
- Mark Tulin - basso, pianoforte, organo
- Preston Ritter - batteria, percussioni

Brani B2, B3, B4, B5, B6, B7, B8 e B9
- James Lowe - voce, autoharp, armonica
- Weasel Spagnola - voce, chitarra
- Ken Williams - chitarra, effetti sonori
- Mark Tulin - basso, organo, pianoforte
- Quint Weakley - batteria